# Hileithia
Hileithia is een geslacht van vlinders van de familie van de grasmotten (Crambidae), uit de onderfamilie van de Spilomelinae. De wetenschappelijke naam voor dit geslacht is voor het eerst gepubliceerd in 1875 door Pieter Snellen.

## Soorten
- Hileithia aplicalis (Guenée, 1854)
- Hileithia approprialis (Dyar, 1914)
- Hileithia apygalis (Guenée, 1854)
- Hileithia costipunctalis Amsel, 1956
- Hileithia decostalis (Guenée, 1854)
- Hileithia densalis (Dyar, 1914)
- Hileithia differentialis (Dyar, 1914)
- Hileithia ductalis Möschler, 1890
- Hileithia edaphodrepta (Dyar, 1914)
- Hileithia hohaelis (Dyar, 1914)
- Hileithia invidiosa (Dyar, 1914)
- Hileithia magualis (Guenée, 1854)
- Hileithia nacobora (Dyar, 1914)
- Hileithia obliqualis (Schaus, 1912)
- Hileithia rehamalis (Dyar, 1914)
- Hileithia rhealis (Druce, 1895)
- Hileithia rhehabalis (Dyar, 1914)
- Hileithia sparsalis (Dyar, 1914)
- Hileithia terminalis (Hampson, 1912)